# Stevo
Stevo je moško osebno ime.

## Izvor imena
Ime Stevo je različica moškega osebnega imena Štefan.

## Pogostost imena
Po podatkih Statističnega urada Republike Slovenije je bilo na dan 31. decembra 2007 v Sloveniji število moških oseb z imenom Stevo: 217.

## Osebni praznik
Osebe z imenom Stevo lahko godujejo takrat kot osebe z imenom Štefan.